# Massaker von Napalpí
Das Massaker von Napalpí in der nordargentinischen Colonia Aborigen Napalpí (Provinz Chaco) war ein Massenmord durch Soldaten des Heeres, Polizisten und Grundbesitzer an einer Gruppe von etwa 400 Toba und Mocoví-Indianern am 19. Juli 1924. Es gehörte zu einer größeren Gewaltwelle in den 1920er Jahren, die die letzte gewalttätige Ausprägung der sogenannten Conquista del Chaco, der Eroberung der damals noch von Ureinwohnern gehaltenen Gebietsreste in Nordostargentinien, darstellte.
Obwohl die Quellenlage über den Vorfall schlecht ist, da niemals eine polizeiliche Untersuchung oder gar Verurteilung der Täter stattfand, geht man heute von diesem Massaker als Tatsache aus. So entschuldigte sich die Provinzregierung von Chaco im Jahr 2008 öffentlich für den Vorfall.

## Verlauf
Die Conquista war zu dieser Zeit im Chaco zwar bereits um 1880 abgeschlossen, doch zwischen Ureinwohnern und den neuen Landbesitzern kam es wiederholt zu Spannungen, da das meiste Land auf hauptsächlich aus Europa eingewanderten Kolonisten aufgeteilt worden war und dadurch die Indianer weitgehend von der schlecht bezahlten Erwerbsarbeit auf den Estancias abhängig wurden. Als einzige unabhängige Ansiedlungen wurden Reduktionen eingerichtet, auf die die Indianer zwangsumgesiedelt wurden und wo sie unter schlechten Bedingungen selbst Baumwolle anbauen konnten; eine von ihnen war das 1911 gegründete Napalpí. Die Beziehungen verschlechterten sich weiter rapide, als im Mai 1924 von der Provinzregierung eine Abgabe von 15 % der Erträge von den Ureinwohnern eingefordert wurde. Gleichzeitig erlangten schamanische Führungspersönlichkeiten bei den Toba und Mocoví Auftrieb, die das Ende der Unterdrückung heraufbeschworen. Es kam sodann zu ersten vereinzelten Gewaltakten auf beiden Seiten.
Auslöser für das Massaker war letztendlich ein Streik, der von den Indianern organisiert worden war, um eine Bezahlung in Bargeld statt Lebensmittelgutscheinen zu erreichen. Die militärische Reaktion ging vom Verwalter des damaligen Nationalterritoriums, Fernando Centeno, aus, dessen Bild demonstrativ 2007 aus dem Regierungspalast in Resistencia entfernt wurde. Am Morgen des 19. Juli drangen etwa 130 Polizisten und Grundbesitzer in die Kolonie Napalpí ein, nach einigen Berichten unterstützt von Kampfflugzeugen. Sie legten Feuer in den Behausungen der Ureinwohner und erschossen die Überlebenden, wobei auch Frauen und Kinder nicht verschont wurden. Nach Augenzeugenberichten kam es zu grausamen Exzessen wie der Extraktion der Hoden von den indianischen Kaziken, die als Trophäen in die Polizeiwachen mitgenommen wurden. Die Zahl der Toten wird auf 200 bis 400 geschätzt, wobei auch nicht-indigene Bauern getötet wurden, die sich den Protesten angeschlossen hatten.